# OR6C74
OR6C74 (англ. Olfactory receptor family 6 subfamily C member 74) – білок, який кодується однойменним геном, розташованим у людей на 12-й хромосомі. Довжина поліпептидного ланцюга білка становить 312 амінокислот, а молекулярна маса — 35 253.
| 10         |  | 20         |  | 30         |  | 40         |  | 50         |
| ---------- |  | ---------- |  | ---------- |  | ---------- |  | ---------- |
| MRNHTTVANF |  | ILLGLTDDPQ |  | LQVIIFLLLF |  | FTYMLSITGN |  | LTIITLTLLD |
| LHLKTPMYFF |  | LRNFSFLEVS |  | FTTVYIPKFL |  | VSMATGDKTI |  | SYNDCAAQLF |
| FTILLGATEF |  | FLLAAMSYER |  | YVAICKPLHY |  | TTIMSSRVCS |  | LLVFASWMAG |
| FLIIFPPLLM |  | GLQLDFCAAN |  | TVDHFFCDVS |  | PILQLSCTDT |  | DIIELMMLLS |
| AILTLLVTLV |  | LVILSYTNII |  | RTILKIPSSQ |  | QRKKAFSTCS |  | SHMVVVSISY |
| GSCIFMYVKP |  | SAKERVSLNK |  | GIALLSTSVA |  | PMLNPFIYTL |  | RNKQVKDVFK |
| HTVKKIELFS |  | MK         |  |            |  |            |  |            |

A: Аланін

C: Цистеїн

D: Аспарагінова кислота

E: Глутамінова кислота

F: Фенілаланін

G: Гліцин

H: Гістидин

I: Ізолейцин

K: Лізин

L: Лейцин

M: Метіонін

N: Аспарагін

P: Пролін

Q: Глутамін

R: Аргінін

S: Серин

T: Треонін

V: Валін

W: Триптофан

Кодований геном білок за функціями належить до рецепторів, g-білокспряжених рецепторів, білків внутрішньоклітинного сигналінгу. 
Локалізований у клітинній мембрані, мембрані.